# 大儀見元一郎
大儀見 元一郎（おおぎみ もといちろう、弘化2年1月15日（1845年2月21日） - 昭和16年（1941年）12月27日）は、明治時代の教育者、牧師である。

## 生涯
1845年江戸で旗本の家に生まれる。本姓は丸茂。戊辰戦争で戦った過去を持つ。その後静岡に移住する。
1870年（明治3年）に勝海舟の勧めで渡米する。米国留学中に洗礼を受ける。ニューヨークでホープ・カレッジ初代学長フェリップスに出会い、1871年に木村熊二と共にミシガン州ホランドのホープ・カレッジに入学し、1879年に卒業する。その後、ニューブランズウィック神学校で神学を学び、1882年（明治15年）帰国する。

### 日本基督教会牧師時代
帰国後、日本基督教会の牧師になり、麹町教会の牧師になる。1883年に第三回全国基督教信徒大親睦会に幹部の一人として関わる。
1891年スティール・アカデミーの3代目院長に就任する。在任中1892年ごろから、スティール・アカデミーは東山学院と呼ばれるようになる。1896年に東山学院を辞任する。

### メソジスト牧師時代
後に、アメリカ・メソジスト・プロテスタント教会に移籍する。名古屋英和学院で教え、東京美普教会で牧師をする。麻布、浅草、小石川教会を設立する。

## 逸話
- ニューブランズウィック神学校卒業時は、卒業生代表として英語、日本語、ラテン語でスピーチをする。

## 親族
- 三女・勢良（1887-） ‐ 西村喜三郎（喜作）の弟・昌佑の妻[3]
- 二男・大儀見准（よそえ、1894-） ‐ 在ヴェネズエラ公使館三等書記官臨時代理公使などを務めた。東京外国語学校 (旧制)スペイン語科在学中に召集され、1918年8月のシベリア出兵を経験。卒業後外務省に入り、メキシコ、スペイン、コロンビアなどに駐在[4]。第二次大戦直後には、『リーダーズ・ダイジェスト』誌の日本責任者となり、神奈川県知事内山岩太郎の補佐をつとめた[5][6]。
- 義娘・メイベル・ジョーンズ（1897-） ‐ 准の妻（日本名・明子）。アイルランド人で、日本で英語教師、ロイター通信社記者などをしていたトーマス・ジョーンズの妹[7]。兄を追って1919年に来日し、渋沢栄一が設立した国際通信社の総支配人だったアイルランド人ジョン・ラッセル・ケネデーの秘書として働くなかで准と知り合い、准がメキシコ公使館書記生時代にワシントンの日本大使館で結婚した。
- 孫・大儀見薫（1929-2009） ‐ 准の長男。サンセバスチャン生まれ。武蔵高等学校 (旧制)から米国リード大学に進み、帰国後、20世紀フォックス極東宣伝部長、リーダーズ・ダイジェスト社の代表取締役を経て、1982年より西武百貨店取締役を務めた[8][9][10][11]。
- 曾孫・大儀見元 ‐ 董の長男。パーカッショニスト、歌手。
- 親戚・トーマス・ジョーンズ（1890～1923） - メイベルの兄。イラストレーター。英語教師の長岡拡（長岡輝子の父）が滞英中ジョーンズ家に下宿した縁で来日し長岡家に寄寓した[12]。『ジャパン・アドバタイザー』に漫画を描いたほか、長岡が勤めていた大蔵商業（現・東京経済大学）で英語を教え、長岡が執筆した英語教科書『クラウン・リーダー』（初版）の挿絵を担当した[12]。その後ロイター通信員として上海に渡った[12]。芥川龍之介、久米正雄、菊池寛らと交流があり、芥川の『支那遊記』などに英国人ジョーンズとして登場する。天然痘により上海で早世した[13]。